# Fojt Sára
Fojt Sára (Budapest, 2003. december 3. –) kétszeres olimpiai bronzérmes, kétszeres Európa-bajnok magyar kajakozó.

## Sportpályafutása
Kilencévesen kezdett versenyszerűen kajakozni, edzői Kiss István és Csipes Ferenc. A Kovács Katalin Nemzeti Kajak-Kenu Akadémia Alapítvány versenyzője. A 2021-es junior Európa-bajnokságon K1 500 méteren és K2 500 méteren is aranyérmes lett, majd a junior világbajnokságon is egyesben és párosban (Ujfalvi Laurával) 500 méteren szintén aranyérmet szerzett. A 2021-es maraton junior VB-n K2 maratoni távban (Ujfalvi) ismét aranyérmes lett.
A 2022-es U23-as világbajnokságon a női kajaknégyessel ezüstérmet, K2 500 méteren vegyesben (Opavszky Márkkal) bronzérmet szerzett. A 2022-es világbajnokságon K4 500 méteren (Gazsó Alida Dóra, Pupp Noémi, Kőhalmi Emese) hatodik volt. A 2024-es Európa-bajnokságon K4 500 méteren (Csipes Tamara, Pupp, Gazsó) és K2 1000 méteren (Pupp) is aranyérmet szerzett.
A 2024. évi nyári olimpián a női kajaknégyessel 500 méteren (Pupp, Csipes, Gazsó) bronzérmet szerzett, majd egy nappal később K2 500 méteren Pupp Noémivel lett bronzérmes a német Paszek-Hake párossal holtversenyben, az ezüstérmes Csipes-Gazsó kettes mögött.
Fojt Sára katonasportoló, tizedesként szolgál a Magyar Honvédség Sportszázadában.

## Díjai, elismerései
- Magyar Arany Érdemkereszt (2024)[6]